# Франклін (округ, Кентуккі)
38°14′ пн. ш. 84°53′ зх. д. / 38.24° пн. ш. 84.88° зх. д.
Округ  Франклін (англ. Franklin County) — округ (графство) у штаті  Кентуккі, США. Ідентифікатор округу 21073.

## Історія
Округ утворений 1794 року.

## Демографія
За даними перепису 
2000 року 
загальне населення округу становило 47687 осіб, зокрема міського населення було 34956, а сільського — 12731.
Серед мешканців округу чоловіків було 23066, а жінок — 24621. В окрузі було 19907 домогосподарств, 12839 родин, які мешкали в 21409 будинках.
Середній розмір родини становив 2,86.
Віковий розподіл населення поданий у таблиці:
| Стать    | До 15 років | 15-21 | 22-29 | 30-39 | 40-49 | 50-65 | 65-85 | Понад 85 |
| -------- | ----------- | ----- | ----- | ----- | ----- | ----- | ----- | -------- |
| Чоловіки | 4593        | 2305  | 2626  | 3673  | 3701  | 3841  | 2164  | 163      |
| Жінки    | 4306        | 2262  | 2738  | 3581  | 3970  | 4206  | 3056  | 502      |

## Суміжні округи
- Оуен — північ
- Скотт — схід
- Вудфорд — південний схід
- Андерсон — південь
- Шелбі — захід
- Генрі — північний захід

## Виноски
1. ↑  U.S. Decennial Census. United States Census Bureau. Архів оригіналу за 26 квітня 2015. Процитовано 14 серпня 2014.
2. ↑  Historical Census Browser. University of Virginia Library. Архів оригіналу за 11 серпня 2012. Процитовано 14 серпня 2014.
3. ↑  Population of Counties by Decennial Census: 1900 to 1990. United States Census Bureau. Процитовано 14 серпня 2014.
4. ↑  Census 2000 PHC-T-4. Ranking Tables for Counties: 1990 and 2000 (PDF). United States Census Bureau. Процитовано 14 серпня 2014.
5. ↑  State & County QuickFacts. United States Census Bureau. Архів оригіналу за 6 червня 2011. Процитовано 6 березня 2014. [Архівовано 2011-06-06 у Wayback Machine.](англ.) Наведено за англійською вікіпедією.
6. ↑  American FactFinder. Бюро перепису населення США. Архів оригіналу за 26 лютого 2012. Процитовано 31 січня 2008. [Архівовано 2008-05-21 у Wayback Machine.]

| США | Це незавершена стаття з географії США. Ви можете допомогти проєкту, виправивши або дописавши її. |